# Economia ecològica
L'economia ecològica  o economia verda és un tipus de model econòmic que s'està desenvolupant en contraposició al model econòmic basat en els combustibles fòssils. Pretén millorar el benestar de l'ésser humà i l'equitat social, i en aquest aspecte dialoga amb l'economia feminista, alhora que redueix significativament els impactes ambientals i l'esgotament dels recursos. Els seus trets característics són les baixes emissions de carboni, l'ús eficient dels recursos i la protecció social.
És un camp d'estudi multidisciplinari, que té en compte diferents disciplines i ciències: economia, biologia, física o d'altres, amb la finalitat de fusionar diferents coneixements que permetin encarar els problemes que no poden ser gestionats adequadament amb l'enfocament econòmic convencional. L'economia ecològica estudia les relacions entre el sistema natural i els subsistemes social i econòmic, fent ressò en els conflictes entre el creixement econòmic i els límits físics i biològics dels ecosistemes, perquè la càrrega ambiental augmenta amb el consum i el creixement demogràfic. Té un interès en la natura, la justícia i el temps, aspectes no previstos per l'economia convencional.

## Teoria
Les idees fonamentals de la EE són:
- L'economia està incrustada a la natura, existeixen límits al creixement material i problemes ambientals crítics, l'escala de l'economia ha pogut sobrepassar la seva grandària sostenible afectant a la seva resiliència.
- El treball transdisciplinar, el pluralisme i la visió holística del món són fonamentals per a encarar els problemes ambientals. Cap disciplina aïllada proporciona una perspectiva suficient davant la magnitud i complexitat de la problemàtica ambiental planetària.
- La natura és el suport vital de la humanitat, falten coneixements sobre la natura i les relacions entre les societats i el seu entorn. Per això existeix incertesa respecte a les conseqüències de les nostres accions, la qual cosa suposa adoptar principis de precaució i enfocaments oberts a la participació social, ja que el coneixement científic és insuficient.
- Ús de la teoria de sistemes, provinent de les ciències naturals, per a comprendre la dinàmica i evolució dels problemes.
- Les qüestions d'equitat i distribució inter i intrageneracionals són fonamentals.
- La natura té un valor per si sola, independentement del seu ús o utilitat pels humans.
- L'economia està integrada en sistemes culturals i socials més amplis de tal manera que natura, economia i societat evolucionen conjuntament. Els aspectes socials i culturals adquireixen molta importància.

## Diferències amb la teoria econòmica convencional
L'economia ecològica té un enfocament diferent al parcel·lari i analític enfocament de l'economia convencional, perquè considera l'economia com un subconjunt de la societat i aquesta de la biosfera. Aquest canvi de visió té profundes implicacions. La EE incorpora coneixements de diferents ciències incloent l'ecologia, ja que estudia els fluxos de matèria i energia de la vida sobre la Terra, i l'economia humana està inclosa en aquest sistema.
La crítica principal dels economistes ecològics sobre l'economia convencional és que aquesta menysprea el capital natural, en el sentit que és tractat como un factor de producció intercanviable o substituïble per treball i tecnologia (capital humà).
Des de l'EE s'argumenta que el capital humà i el capital manufacturat són complementaris al capital natural, i no intercanviables, ja que tant el capital humà com el capital fabricat deriven del capital natural d'una manera o altra. L'economia ecològica estudia de quina manera el creixement econòmic està relacionat amb l'increment de l'explotació de recursos materials i energètics.

## Diferències entre economia ecològica i economia ambiental
Entre la EE i l'economia ambiental existeixen marcades diferències en l'enfocament teòric, en els instruments i metodologies utilitzades per encarar l'estudi i mitigació dels problemes ambientals.